# Hada draudti
Hada draudti là một loài bướm đêm trong họ Noctuidae.